# Liste des monuments historiques de L'Île-d'Yeu
Cet article recense les monuments historiques de L'Île-d'Yeu, dans le département de Vendée, en France.
| Monument                            | Commune     | Adresse                  | Coordonnées                        | Notice         | Protection | Date | Illustration                        |
| ----------------------------------- | ----------- | ------------------------ | ---------------------------------- | -------------- | ---------- | ---- | ----------------------------------- |
| Dolmen de la Guette                 | L'Île-d'Yeu |                          | 46° 41′ 50″ nord, 2° 19′ 40″ ouest | « PA00110141 » | Classé     | 1979 | Image manquante Téléverser          |
| Dolmen de la Planche-à-Puare        | L'Île-d'Yeu |                          | 46° 43′ 38″ nord, 2° 23′ 22″ ouest | « PA00110142 » | Classé     | 1889 | Dolmen de la Planche-à-Puare        |
| Dolmen des Landes                   | L'Île-d'Yeu |                          | 46° 41′ 52″ nord, 2° 20′ 05″ ouest | « PA00110144 » | Classé     | 1889 | Image manquante Téléverser          |
| Dolmen des Petits Fradets           | L'Île-d'Yeu |                          | 46° 43′ 53″ nord, 2° 22′ 47″ ouest | « PA00110143 » | Classé     | 1889 | Dolmen des Petits Fradets           |
| Église Saint-Sauveur de L'Île-d'Yeu | L'Île-d'Yeu |                          | 46° 42′ 22″ nord, 2° 19′ 54″ ouest | « PA00110145 » | Classé     | 1906 | Église Saint-Sauveur de L'Île-d'Yeu |
| Fort de Pierre-Levée                | L'Île-d'Yeu |                          | 46° 43′ 09″ nord, 2° 21′ 31″ ouest | « PA00110147 » | Inscrit    | 1984 | Fort de Pierre-Levée                |
| Menhir du Sud                       | L'Île-d'Yeu |                          | 46° 41′ 33″ nord, 2° 19′ 24″ ouest | « PA00110148 » | Classé     | 1889 | Image manquante Téléverser          |
| Phare de l'île d'Yeu                | L'Île-d'Yeu | Butte de la Petite Foule | 46° 43′ 03″ nord, 2° 22′ 55″ ouest | « PA85000045 » | Inscrit    | 2011 | Phare de l'île d'Yeu                |
| Phare de la Pointe des Corbeaux     | L'Île-d'Yeu | Pointe des Corbeaux      | 46° 41′ 24″ nord, 2° 17′ 05″ ouest | « PA85000046 » | Inscrit    | 2011 | Phare de la Pointe des Corbeaux     |
| Redoute romaine de l'Île-d'Yeu      | L'Île-d'Yeu |                          | 46° 42′ 08″ nord, 2° 22′ 44″ ouest | « PA00110146 » | Inscrit    | 1986 | Image manquante Téléverser          |
| Vieux-château de l'Île d'Yeu        | L'Île-d'Yeu |                          | 46° 41′ 58″ nord, 2° 22′ 07″ ouest | « PA00110140 » | Classé     | 1900 | Vieux-château de l'Île d'Yeu        |